# 스티븐 시걸
스티븐 시걸(Steven Seagal, 1952년 4월 10일~)은 미국 출신의 액션 배우이자 무술가이다. 일본의 배우이자 소설가인 후지타니 아야코의 아버지이다.

## 생애
스티븐 시걸은 1952년 미시간주 랜싱에서 임상병리사이던 어머니와 고등학교 수학 선생님이던 아버지 사이에서 태어났다. 어머니 퍼트리샤는 아일랜드계였으며, 아버지 새뮤얼은 조부 대에 러시아에서 이민한 유대인 가정 출신이었다. 최근 러시아 텔레비전 프로그램에서 부계 조상이 블라디보스토크 출신이며 DNA 검사 결과 이후 자신에게 약간의 부랴트인과 야쿠트인 피가 있는 걸 발견했다고 주장한다.
그는 어렸을 때부터 가라테, 아이키도(공인 7단이자 사범) 등을 연마하여 미국 내에서 무술의 달인으로 통했다. 193cm의 큰 체격에서 뿜어져 나오는 시걸 특유의 무술 솜씨는 일품이다. 17세 때에 가족과 함께 일본으로 이주하여 아이키도를 익히고, 티베트 불교에 귀의하게 된다. 1975년 아이키도 사범의 딸이던 일본인 여성 후지타니 미야코와 결혼하여 오사카에 정착하였는데, 사이에서 낳은 딸 후지타니 아야코는 이후 배우가 되었다.
1980년대 당시 미국 영화계에서는 액션영화에서의 대역 문제로 골머리를 앓고 있었다. 문제는 아무리 중간에 스턴트를 한다고는 하지만 무술이 뛰어난 배우는 얼굴이 잘생긴 사람이 없었고, 얼굴이 잘 생기면 무술 실력이 모자랐다. 하지만 할리우드의 영화계 관계자들이 얼굴도 미남인데다가 무술 솜씨 역시 뛰어난 스티븐 시걸에게 할리우드에서 활동하길 권유했고 시걸은 이에 응해서 영화 배우가 되었다. 스티븐 시걸은 일방적으로 적을 제압하는 무술을 선보였으며 영화에 등장하는 그는 절대 맞는 일이 없었다고 한다. 이는 같은 액션 배우이지만 적과 싸우며 힘겹게 이기는 것을 추구하는 장클로드 반담과는 대조적이다. 하지만 스티븐 시걸식 액션이 너무 일방적인 액션이 많아 이에 대한 패러디도 적지 않게 나왔다.
스티븐 시걸은 2016년 1월 11일에 세르비아 국적을 취득했으며 2016년 11월 3일에는 러시아 국적을 취득했다. 시걸은 러시아의 블라디미르 푸틴 대통령을 세계에서 위대한 지도자 가운데 한 사람이라고 평가했을 정도로 블라디미르 푸틴에 우호적이었고 2014년 3월에 있었던 러시아의 크림반도 합병을 지지했다. 이러한 경력 때문에 우크라이나 당국은 시걸을 우크라이나의 국가 안보에 위협이 되는 인물로 판단했고 2017년 5월에는 시걸의 우크라이나 입국을 금지시켰다.

## 일화
- 대한민국의 영화 배우인 이동준의 태권도 솜씨에 반한 스티븐 시걸은 영화 클레멘타인 출연에 흔쾌히 응했다고 한다. (다만, 이동준은 황금어장 라디오스타에서 영화 클레멘타인에 대해 스티븐 시걸의 출연료 때문에 제작비가 너무 많이 들어갔는데 흥행에서 대참패하는 바람에 한동안 고생했다고 토로하였다.)
- 용호의 권과 KOF에 등장하는 로버트 가르시아의 실제 모델이 스티븐 시걸이다.
- 티베트 불교의 승려인 충닥 도르제의 환생으로 인정받은 바가 있다.
- 권총 한자루로 헬기를 격추하고, 신용카드에서 커터칼이 나와 4명의 목숨을 앗아가는 스토리의 영화에 출연하는 등 전설적인 액션 영화의 대부라고 할 수 있다.
- 시걸이 좋아하는 프로야구 팀은 한신 타이거스로 알려져 있다.

## 출연작 목록
| 연도 | 제목                         | 원제                          | 배역                | 비고   |
| ---- | ---------------------------- | ----------------------------- | ------------------- | ------ |
| 1988 | 형사 니코                    | Above the Law                 | 니코 토스카니       |        |
| 1990 | 복수무정                     | Hard to Kill                  | 메이슨 스톰         |        |
| 1990 | 죽음의 표적                  | Marked for Death              | 존 해처             |        |
| 1991 | 복수무정 2                   | Out for Justice               | 지노 펠리노         |        |
| 1992 | 언더시즈                     | Under Siege                   | 케이시 라이백       |        |
| 1994 | 죽음의 땅                    | On Deadly Ground              | 포리스트 태프트     |        |
| 1995 | 언더시즈 2                   | Under Siege 2: Dark Territory | 케이시 라이백       |        |
| 1996 | 파이널 디씨전                | Executive Decision            | 오스틴 트래비스     |        |
| 1996 | 글리머 맨                    | The Glimmer Man               | 잭 콜               |        |
| 1997 | 파이어 다운                  | Fire Down Below               | 잭 태거트           |        |
| 1998 | 마이 자이언트                | My Giant                      | 본인                | 카메오 |
| 1998 | 패트리어트                   | The Patriot                   | 웨슬리 매클래런     |        |
| 2001 | 엑시트 운즈                  | Exit Wounds                   | 오린 보이드         |        |
| 2001 | 씨커                         | Ticker                        | 프랭크 글래스       |        |
| 2002 | 하프 패스트 데드             | Half Past Dead                | 사샤 페트로세비치   |        |
| 2003 | 포리너                       | The Foreigner                 | 조너선 콜드         |        |
| 2003 | 아웃 포 킬                   | Out for a Kill                | 로버트 번스         |        |
| 2003 | 벨리 오브 비스트             | Belly of the Beast            | 제이크 호퍼         |        |
| 2004 | 클레멘타인                   | Clementine                    | 잭 밀러             |        |
| 2004 | 아웃 오브 리치               | Out of Reach                  | 윌리엄 랜싱         |        |
| 2005 | 인투 더 썬                   | Into the Sun                  | 트래비스 헌터       |        |
| 2005 | 서브머지드                   | Submerged                     | 크리스 코디         |        |
| 2005 | 투데이 유 다이               | Today You Die                 | 할런 뱅크스         |        |
| 2005 | 포리너 2 - 암흑의 새벽       | Black Dawn                    | 조너선 콜드         |        |
| 2005 | 맹룡                         | Jack Reacher                  | 에머슨              |        |
| 2006 | 정의의 용병                  | Mercenary for Justice         | 존 시거             |        |
| 2006 | 쉐도우 맨                    | Shadow Man                    | 잭 포스터           |        |
| 2006 | 어택 포스                    | Attack Force                  | 마셜 로슨           |        |
| 2007 | 블랙스텔스                   | Flight of Fury                | 존 샌즈             |        |
| 2007 | 어반 저스티스                | Urban Justice                 | 사이먼 밸리스터     |        |
| 2008 | 피스톨 휩트                  | Pistol Whipped                | 맷 콘린             |        |
| 2008 | 양파 무비                    | The Onion Movie               | 콕 펀처             |        |
| 2008 | 킬 스위치                    | Kill Switch                   | 제이컵 킹           |        |
| 2009 | 어게인스트 더 다크           | Against the Dark              | 타오                |        |
| 2009 | 드리븐 투 킬                 | Driven to Kill                | 루슬란 드라체프     |        |
| 2009 | 더 키퍼                      | The Keeper                    | 롤런드 샐린저       |        |
| 2009 | 위험한 남자                  | A Dangerous Man               | 셰인 대니얼스       |        |
| 2010 | 마셰티                       | Machete                       | 로헬리오 토레스     |        |
| 2010 | 시프 임팩트                  | Sheep Impact                  | 폴 웰런드           | 단편   |
| 2010 | 본 투 레이즈 헬              | Born to Raise Hell            | 바비 새뮤얼스       |        |
| 2012 | 맥시멈 컨빅션                | Maximum Conviction            | 크로스              |        |
| 2013 | F.O.E.: 에프.오.이.          | Force of Execution            | 존 알렉산더         |        |
| 2014 | 굿맨                         | A Good Man                    | 존 알렉산더         |        |
| 2014 | 퍼펙트 킬러: 킬러 인 더 다크 | Gutshot Straight              | 폴리 트렁크스       |        |
| 2015 | 앱솔루션                     | Absolution                    | 존 알렉산더         |        |
| 2016 | 코드 오브 아너               | Code of Honor                 | 로버트 사이크스     |        |
| 2016 | 스나이퍼: 특수작전부대       | Sniper Special Ops            | 제이크 챈들러       |        |
| 2016 | 아시안 커넥션                | The Asian Connection          | 간 시란카니         |        |
| 2016 | 엔드 오브 어 건              | End of a Gun                  | 데커                |        |
| 2016 | 컨트랙트 투 킬               | Contract to Kill              | 존 하먼             |        |
| 2016 | 퍼펙트 웨폰                  | The Perfect Weapon            | 국장                |        |
| 2017 | 카르텔스                     | Cartels                       | 존 해리슨           |        |
| 2017 | 세일즈맨의 전설              | China Salesman                | 로더                |        |
| 2018 | 테이큰 파이널                | Attrition                     | 액스                |        |
| 2019 | 제네럴 커맨더                | General Commander             | 잭 알렉산더         |        |
| 2019 | 블러드 킬                    | Beyond the Law                | 아우구스티노 어데어 |        |